# Пожаревац у међуратном времену: 1918-1941. 2
Пожаревац у међуратном времену: 1918-1941. 2 је друга књига обимног дела Пожаревац у међуратном времену: 1918-1941. аутора Мирољуба Манојловића (1948) објављена 2020. године у издању "Ситограф РМ", из Пожаревца.

## О аутору
Мирољуб Манојловић је рођен 19. јуна 1948. године у Горњој Ливадици, варошицеа Жабари. Основну школу завршио је у Жабарима, затим Учитељску школу у Пожаревцу. Радио је као учитељ и године 1968. уписује историју на Филозофском факултету у Београду.
Ради у Гимназији у Петровцу, Баточини, Пољопривредној и Медицинској школи у Пожаревцу. Заавршио је и други факултет. Дипломирао је на Факултету политичких наука, као и постдипломске студије на Правном факултету. Магистрирао је и докторирао историју на Филозофском факултету Београдског универзитета.
Био је запослен у Народном музеју у Пожаревцу као кустос, виши кустос, музејски саветник, директор. За свој рад и допринос Манокловић је добио многа признања као што су она највиша: Награде и Октобарске повеље Града Пожаревца и  Октобарске награде Општине Жабари.

## О делу
Пожаревац у међуратном времену: 1918-1941. 2 је други део дела који се бави историјом Пожаревца у међуратном периоду. 
У овом делу ауатор је представио области правосуђа, просвете, здравства као и културне прилике, спорт, рад, удружења грађана, хуманитарних организација и добротвора, живот цркве, али и свакодневицу и црну хронику тог доба.
Књига је обогаћена фотографијама које је аутор сакупио из приватних колекција и из  Историјског aрхива Пожаревца.